# مارین دبوو
مارین دبوو (به انگلیسی: Marine Debauve) ژیمناست زادهٔ ۳ سپتامبر ۱۹۸۸ میلادی اهل کشور فرانسه است.